# Asticta limosa
Asticta limosa är en fjärilsart som beskrevs av Treitschke 1826. Asticta limosa ingår i släktet Asticta och familjen nattflyn. Inga underarter finns listade i Catalogue of Life.